# Цимерн (род)
Цимерн (на немски: Herren / Grafen von Zimmern) е влиятелна швабска благородническа фамилия, издигната след 1538 г. на графове фон Цимерн и изчезва по мъжка линия през 1594 г.
Името е известно най-вече благодарение на семейната хроника, написана от Фробен Кристоф фон Цимерн-Мескирх в средата на 16 век.
Фамилията на Цимерните е спомената за пръв път в документи ок. 1080 г. Родът произлиза от Кимврите.
Родоначалник на род Цимерн е вероятно Лусо фон Цимерн.

## Известни
- Вилхелм I фон Цимерн († ок. 1041), граф? фон Цимерн[1]
- Готфрид I фон Цимерн († 1090/1092), негов син, граф фон Цимерн[2]
- Готфрид Вернер фон Цимерн (* 12 август 1484 в Мескирх; † 2 април 1554 в дворец Мескирх), поет, фрайхер, женен 1518 г. за графиня Аполония фон Хенеберг († 1548) и през 1538 г. е издигнат на граф
- Фробен Кристоф фон Цимерн-Мескирх (1519 – 1566), автор на „Хрониката на графовете фон Цимерн“ („Zimmerische Chronik“), написана от 1540/1558 до 1566 г., женен 1554 г. за графиня Кунигунда фон Еберщайн († 1575)
- Вилхелм (1549 – 1594), „Ултимус“, негов син, последният граф фон Цимерн